# Jiří Žalud
Jiří Žalud (* 22. září 1936 Plzeň) je český tanečník – baletní sólista. Jeho působení je spojeno s Divadlem J. K. Tyla v jeho rodném městě, kde je půl století sólistou, nyní (aktuálně k roku 2014) emeritním.
Počátkem 90. let, v období provizoria po sametové revoluci, byl zde jako dlouholetý člen pověřen vedením baletního souboru.
Jako jediný z plzeňského divadla získal Cenu Thálie za celoživotní jevištní mistrovství.

## Ocenění
- 2003: Cena Thálie za celoživotní mistrovství – balet, pantomima
- 2010: Cena Vendelína Budila za mimořádný umělecký přínos[2]